# Gustaw Klingert
Gustaw Klingert (Klingart), (ros. Густав Клингерт, eng. Gustaw Klingert) – złotnik i jubiler czynny w Rosji. Właściciel firmy i pracowni złotniczej. 
Pracownia Gustawa Klingerta została założona w Moskwie w 1866 roku. Firma szybko się rozwijała. Przy pracowni został utworzony salon handlowy. Pracownia wytwarzała pełny asortyment złotych i srebrnych wyrobów. Przedsiębiorstwo działało do 1916 roku. 
Pozycję firmy zbudował jej założyciel Gustaw Klingert, urodzony w roku 1829 znakomity złotnik i jubiler, członek drugiej gildii złotników w Moskwie. Przy ojcu pracowali też jego synowie: Karol Gustaw Otto i Aleksander Wilhelm Karol. 
W roku 1897 firma Klingerta zatrudniała 55 wykwalifikowanych pracowników i 6 czeladników. W roku 1909 zatrudnionych było 60 rzemieślników. W roku 1897 przedsiębiorstwo osiągnęło roczny obrót 45 tysięcy rubli, w roku 1909 już 75 tysięcy, a w roku 1910 aż 77 tysięcy. W roku 1910 firma Klingert sprzedała srebrnych serwisów o łącznej wadze 60 pudów. 
Firma wytwarzała i sprzedawała pełny asortyment wyrobów jubilerskich i złotniczych, osiągając mocną pozycję na rynku rosyjskim. Pracownia Klingerta stworzyła oryginalny styl dekoracji emalierskiej. 
Wyroby Klingerta były bardzo cenione i nagradzane. W roku 1889 firma Klingert wzięła udział w wystawie światowej w Paryżu, gdzie jej wyroby ze srebra, srebra złoconego i zdobionego emalią zostały nagrodzone brązowym medalem. W roku 1893 na wystawie światowej w Chicago zaprezentowane zostały wyroby firmy wykonane ze srebra zdobionego emalią w stylach zachodnich i stylu neoruskim. 